# Sinoborowik klinowotrzonowy
Sinoborowik klinowotrzonowy, borowik klinowotrzonowy (Cyanoboletus pulverulentus (Opat.) Gelardi, Vizzini & Simonini) – gatunek grzybów z rodziny borowikowatych (Boletaceae).

## Systematyka i nazewnictwo
Pozycja w klasyfikacji według Index Fungorum: Cyanoboletus, Boletaceae, Boletales, Agaricomycetidae, Agaricomycetes, Agaricomycotina, Basidiomycota, Fungi.
Po raz pierwszy takson ten zdiagnozował w roku 1836 Wilhelm Opatowski nadając mu nazwę Boletus pulverulentus. W wyniku prowadzonych w ostatnich latach badań filogenetycznych w obrębie rodzaju Boletus zmieniła się jego pozycja w klasyfikacji. Obecną, uznaną przez Index Fungorum nazwę nadali mu w roku 2014 Gelardi, Vizzini & Simonini, przenosząc go do nowo utworzonego rodzaju Cyanoboletus.
Niektóre synonimy nazwy naukowej:
- Boletus pulverulentus (Opat. 1836)
- Tubiporus pulverulentus (Opat.) S. Imai 1968
- Xerocomus pulverulentus (Opat.) E.-J. Gilbert 1931[1].

Nazwę borowik klinowotrzonowy nadał Władysław Wojewoda w 1999 r. W polskim piśmiennictwie mykologicznym gatunek ten opisywany był też pod nazwami: borowik czerniejący, borowik omglony, borowik wrażliwy, borowik siniejący, podgrzybek omglony. Obecnie wszystkie te nazwy polskie są niespójne z nową nazwą naukową. W 2021 Komisja ds. Polskiego Nazewnictwa Grzybów Polskiego Towarzystwa Mykologicznego zarekomendowała używanie nazwy sinoborowik klinowotrzonowy.

## Morfologia
Kapelusz
Średnicy 4–12(15) cm, czerwonobrązowy lub kasztanowobrązowy. Skórka matowa, delikatnie aksamitna, dość sucha.
Rurki
Cytrynowożółte, dość krótkie, lśniące, bardzo wrażliwe na uciskanie, natychmiast ciemnoniebiesko nabiegające.
Trzon
Orzechowy, w górnej części żółtawy, prawie zawsze wysmukły. Powierzchnia delikatnie ziarenkowato-kosmkowata, nigdy usiatkowana. Po przekrojeniu lub uciśnięciu intensywnie sinieje.
Miąższ
Żółty, po przekrojeniu natychmiast nabiegający ciemnoniebiesko do niebieskoczarno. Mięsisty oraz jędrny. U starszych osobników suchy i chropowaty.
Zarodniki
Gładkie, średnicy 10–16 × 4–6 µm, bez pory rostkowej.
Gatunki podobne
Sinoborowika klinowotrzonowego można pomylić z gatunkami jadalnymi: podgrzybem brunatnym (Boletus badius), podgrzybkiem zajączkiem (Boletus subtomentosus) i podgrzybkiem złotawym (Xerocomellus chrysenteron).

## Występowanie
Występuje w Ameryce Północnej, Środkowej, Południowej, Europie, Australii i Azji (w tej ostatniej znany jest tylko w Korei i Japonii). W Polsce gatunek rzadki. Znajduje się na Czerwonej liście roślin i grzybów Polski. Ma status R – potencjalnie zagrożony z powodu ograniczonego zasięgu geograficznego i małych obszarów siedliskowych.
W Polsce owocniki wytwarza od lipca do października,. Rośnie pod dębami, bukami, rzadziej sosnami.

## Znaczenie
Naziemny grzyb mykoryzowy. Dawniej uważany za grzyb jadalny, jednak badania z 2017 r. wykazały, że akumuluje dużą ilość związków arsenu, dlatego odradza się jego spożywanie.

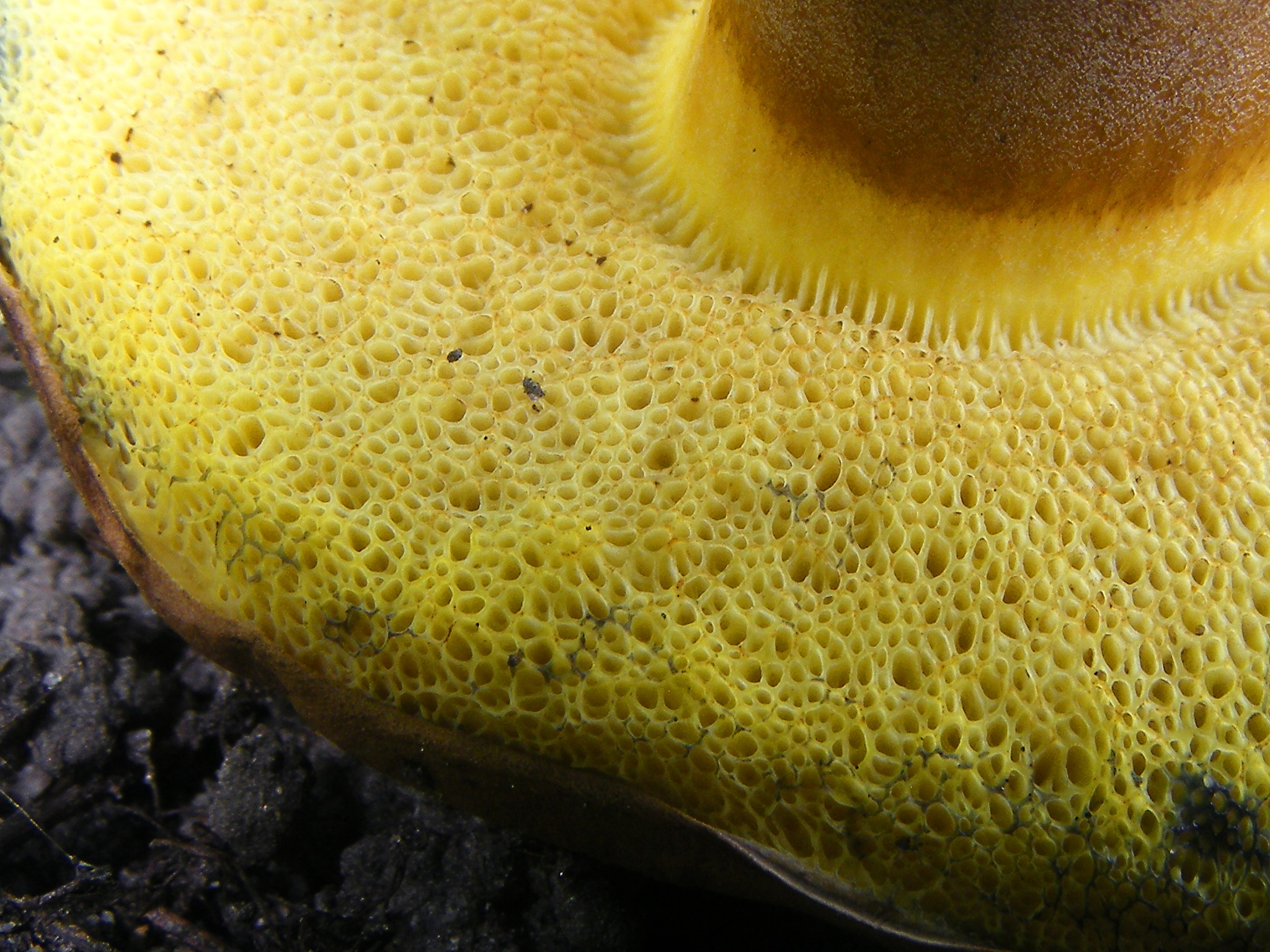
Hymenofor owocnika
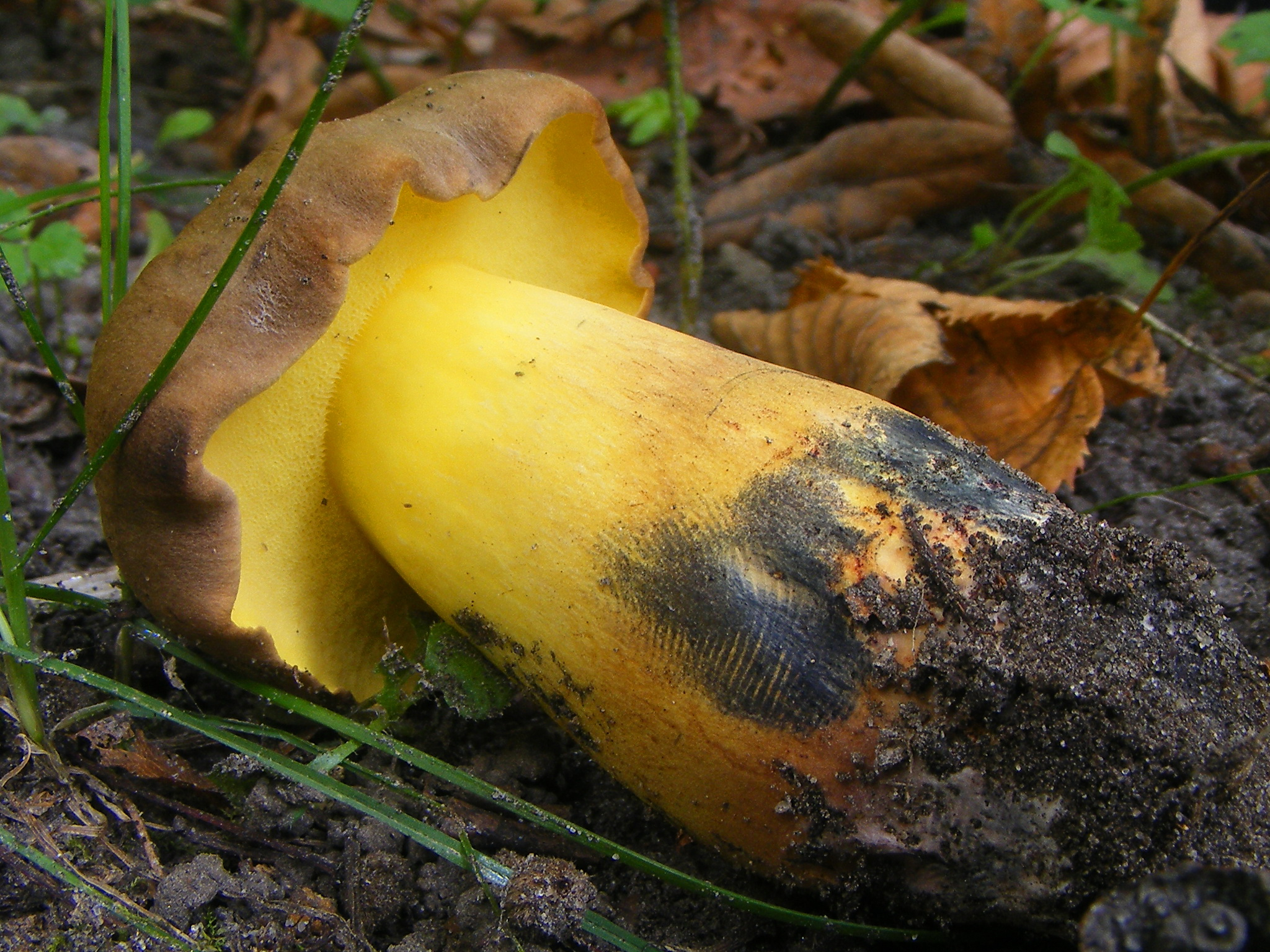
Trzon owocnika – widoczne zasinienie
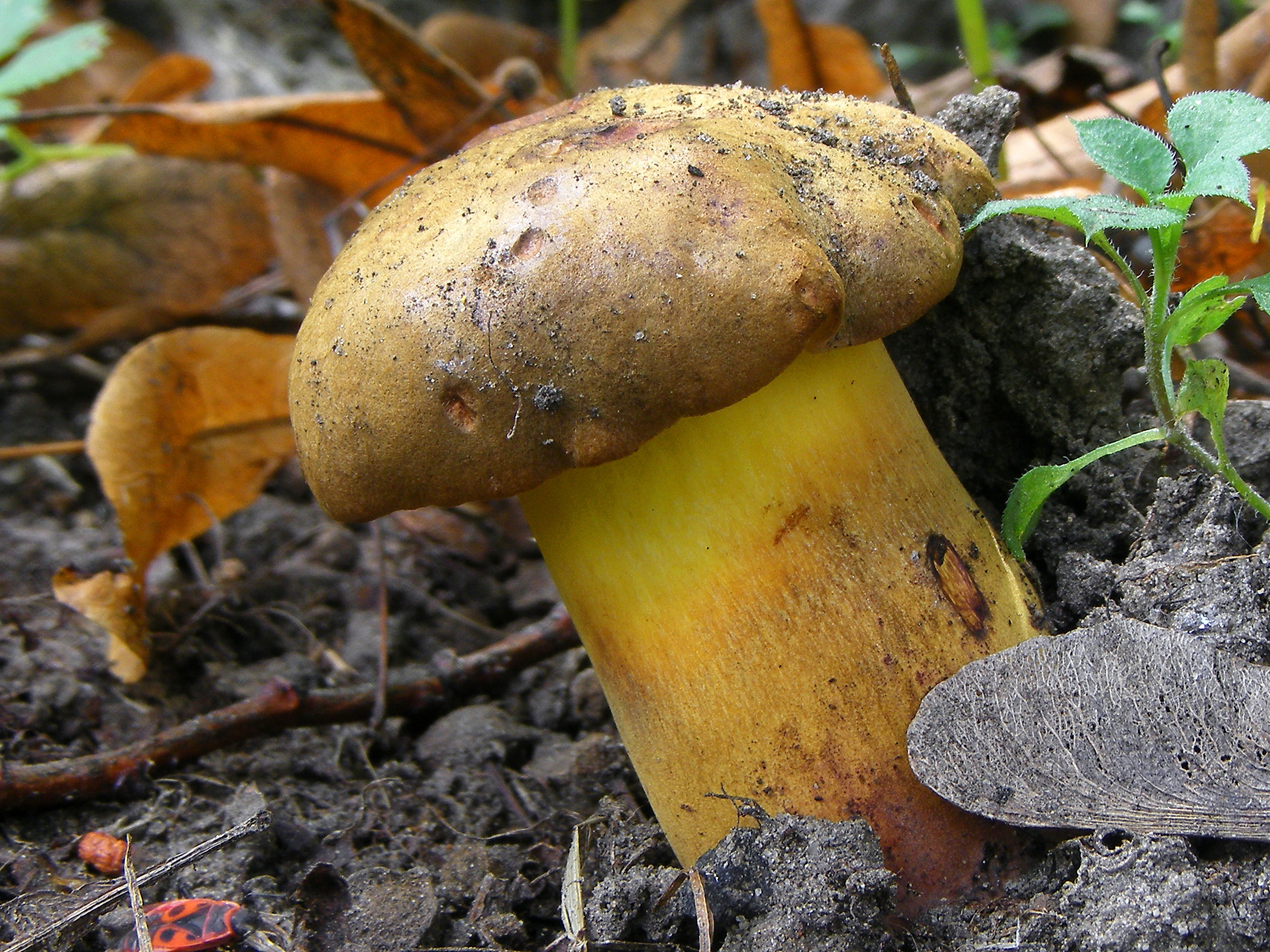
Młody owocnik
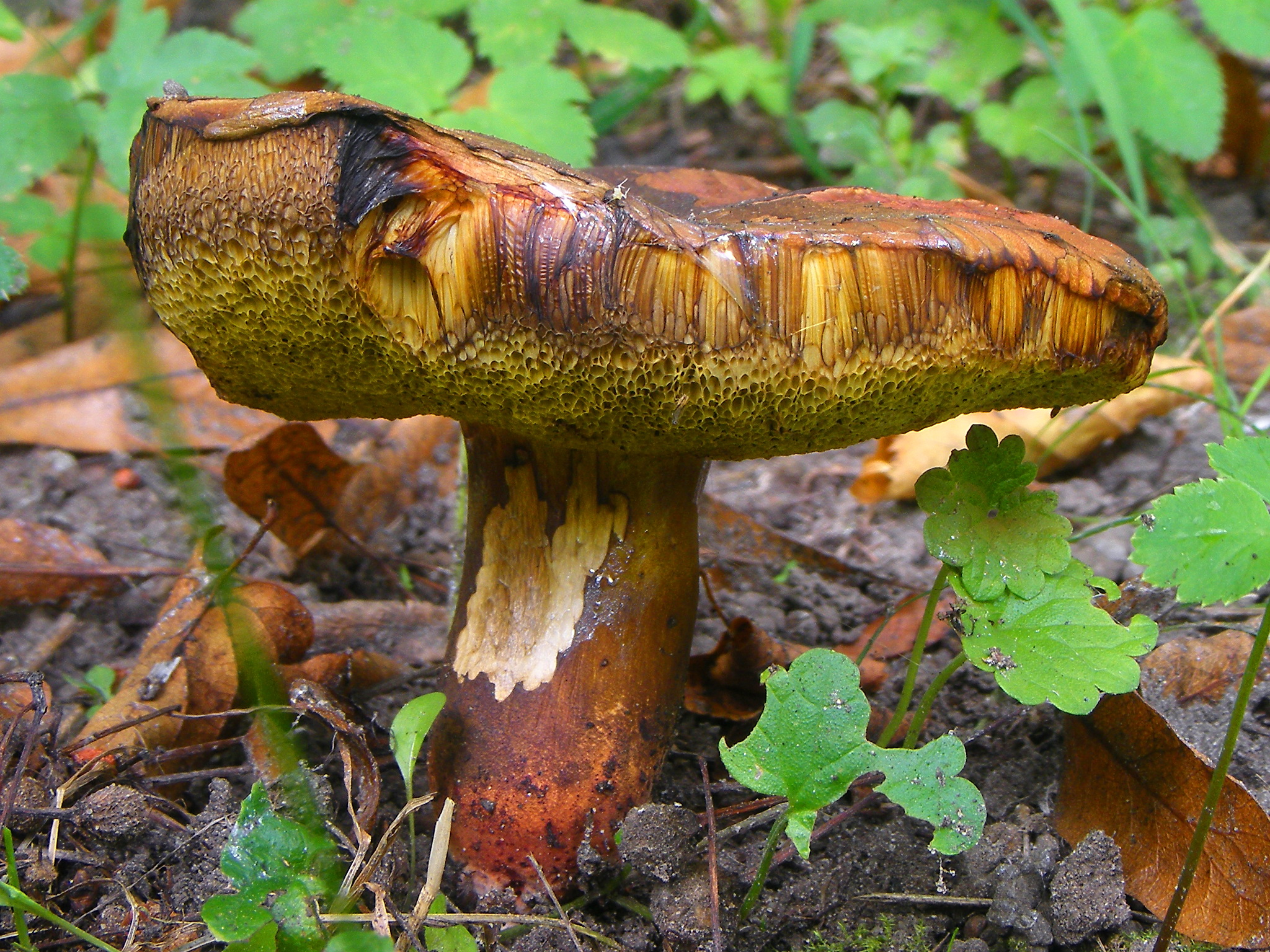
Dojrzały owocnik